# Helmut Howiller
Helmut Howiller (27 de junio de 1943-3 de mayo de 2024) fue un deportista de la RDA que compitió en judo. Ganó una medalla en el Campeonato Mundial de Judo de 1971 y cuatro medallas en el Campeonato Europeo de Judo entre los años 1963 y 1971.

## Palmarés internacional
| Campeonato Mundial | Campeonato Mundial    | Campeonato Mundial | Campeonato Mundial |
| Año                | Lugar                 | Medalla            | Categoría          |
| ------------------ | --------------------- | ------------------ | ------------------ |
| 1971               | Ludwigshafen (RFA)    | Medalla de bronce  | –93 kg             |
| Campeonato Europeo |                       |                    |                    |
| Año                | Lugar                 | Medalla            | Categoría          |
| 1963               | Ginebra (Suiza)       | Medalla de bronce  | Abierta            |
| 1964               | Berlín Oriental (RDA) | Medalla de bronce  | Abierta (A)        |
| 1968               | Lausana (Suiza)       | Medalla de plata   | –93 kg             |
| 1971               | Gotemburgo (Suecia)   | Medalla de oro     | –93 kg             |